# Taourirt
Taourirt ou Tawrirt (pronúncia: táurirte; em árabe: تاوريرت; em tifinague: ⵜⴰⵡⵔⵉⵔⵜ) é uma cidade do nordeste de Marrocos, capital da província homónima, que faz parte da região Oriental. Em 2004 tinha 79 664 habitantes e estimava-se que em 2012 tivesse 101 681 habitantes.
Situa-se 50 km a leste de Guercif, 160 km a leste de Taza, 230 km a leste de Fez, 140 km a sul de Melilla e 125 km a oeste de Ujda (distâncias por estrada). Hoje, como no passado, é o cruzamento de duas das mais importantes vias de transporte do nordeste de Marrocos: a que liga Melilla e Nador na costa mediterrânica com o sul, e a que liga Fez com o extremo leste e a Argélia.
Embora seja um cidade com importância e dimensão apreciável, tem poucos atrações turísticas para além do grande soco (mercado semanal) de domingo. Nos arredores, as principais atrações turísticas são as cascatas de Zâa, situadas cerca de 15 km a noroeste da cidade, as gargantas do Zâa, a aproximadamente a mesma distância, mas a sudeste,, as ruínas da casbá construída pelos Merínidas no século XIV, 3 km a oeste, e a nascente termal de Gouttitir, usada principalmente por reumáticos, 5 km a oeste. O clima é árido, com precipitações variáveis cuja média anual é de 280 mm.

## História
Taourirt é herdeira da antiga cidade de Zá (ou Zâa), que chegou a ser uma das maiores cidades de Marrocos. A região ainda se chama Zá,[carece de fontes?] bem como o rio que a atravessa, um afluente do Moulouya. Devido à sua posição estratégica e consequente importância comercial e militar, a região foi muito disputada, principalmente durante a época áurea de Sijilmassa, chegando a mudar de mãos dez vezes em menos de cinquenta anos.
Em 1298 foi conquistada pelos Merínidas, que lhe chamam Taurirte e a dotam de uma casbá, dos quais ainda há vestígios atualmente. No final do século XIII os Merínidas perdem a cidade, que se vê envolvida nas diversas guerras dinásticas dos séculos XIII e XIV. No reinado do sultão alauita Mulei Ismail (r. 1672-1727) passou a chamar-se Casbá Mulei Ismail e foi dotada de muralhas. A cidade tinha então um papel importante na defesa do reino xerifano.
No século XIX, a casbá pertencia exclusivamente às tribos Kerarma e Ahlaf que a usavam como celeiro. Mais tarde, com a chegada dos franceses no incício do século XX, afluíram para Taourirt diversas tribos, como os Beni Bou Zeggou, Beni Bou Yhi, Mtalssa, Iqualaan e Beni Snassen. Em volta da cidade encontravam-se diversas outras tribos, como os Beni Faxate, Sija, Ulade Solimão, Ulade Amar, etc., que ali se sedentarizaram. Atualmente, embora todos falem árabe, são comuns diferentes variantes das línguas berberes.
A cidade desenvolveu-se no século XX, devido principalmente ao comércio de ovinos e à exploração das minas dos arredores de ferro, zinco, flúor e chumbo. Atualmente apresenta um crescimento demográfico apreciável. A economia baseia-se principalmente numa agricultura rentável à base da oliveira, e em indústrias de transformação. As remessas dos muitos emigrantes, sobretudo em Espanha, também tem um contributo importante para a economia local.